# Robert Ramsey (Politiker)
Robert Ramsey (* 15. Februar 1780 in Warminster, Pennsylvania; † 12. Dezember 1849 in Warwick, Pennsylvania) war ein US-amerikanischer Politiker. Zwischen 1833 und 1835 sowie nochmals von 1841 bis 1843 vertrat er den Bundesstaat Pennsylvania im US-Repräsentantenhaus.

## Werdegang
Robert Ramsey besuchte die öffentlichen Schulen seiner Heimat. In den 1820er Jahren schloss er sich der Bewegung um den späteren Präsidenten Andrew Jackson an und wurde Mitglied der von diesem 1828 gegründeten Demokratischen Partei. Zwischen 1825 und 1831 saß er als Abgeordneter im Repräsentantenhaus von Pennsylvania.
Bei den Kongresswahlen des Jahres 1832 wurde Ramsey im sechsten Wahlbezirk von Pennsylvania in das US-Repräsentantenhaus in Washington, D.C. gewählt, wo er am 4. März 1833 sein neues Mandat antrat. Da er im Jahr 1834 nicht wieder kandidierte, konnte er bis zum 3. März 1835 nur eine Legislaturperiode im Kongress absolvieren. Seit dem Amtsantritt von Präsident Jackson im Jahr 1829 wurde innerhalb und außerhalb des Kongresses heftig über dessen Politik diskutiert. Dabei ging es um die umstrittene Durchsetzung des Indian Removal Act, den Konflikt mit dem Staat South Carolina, der in der Nullifikationskrise gipfelte, und die Bankenpolitik des Präsidenten.
Ramsey vollzog damals eine politische Kehrtwende. Er verließ die Demokraten und wurde Mitglied der Whig Party. Bei den Kongresswahlen des Jahres 1840 wurde er als deren Kandidat erneut in den Kongress gewählt, wo er zwischen dem 4. März 1841 und dem 3. März 1843 eine weitere Legislaturperiode absolvieren konnte. Diese Zeit war von den Spannungen zwischen Präsident John Tyler und den Whigs geprägt. Außerdem wurde damals bereits über eine mögliche Annexion der seit 1836 von Mexiko unabhängigen Republik Texas diskutiert.
Im Jahr 1842 verzichtete Robert Ramsey auf eine weitere Kandidatur. Nach dem Ende seiner Zeit im US-Repräsentantenhaus arbeitete er in der Landwirtschaft. Er starb am 12. Dezember 1849 in Warwick.